# Leo Klauber
Leo Klauber (* 8. April 1890 in Forbach; † 16. September 1935 in Nizza) war ein deutscher praktischer Arzt und Aktivist der Roten Hilfe Deutschlands.

## Leben und Werk
Nach Gymnasialbesuch in Saarbrücken bis 1909 und Studium der Medizin in Straßburg, Berlin, Bonn, Heidelberg und München erlangte Leo Klauber 1914 seine Approbation als Arzt und wurde danach in Heidelberg zum Dr. med. promoviert. Er ließ sich als praktischer Arzt in Berlin nieder.
Klauber postulierte die Sozialisierung des Gesundheitswesens. Er beschäftigte sich mit Fragen zur Sozialen Hygiene, forderte umfassende Fürsorgeleistungen für die Arbeiterschaft und wandte sich gegen den Abbau von Sozialversicherungsleistungen. Zudem setzte er sich gegen die Anwendung chemischer Kampfmittel in militärischen Auseinandersetzungen ein.
Im Juni 1921 folgte sein Aufruf zur Gründung des Proletarischen Gesundheitsdienstes (PGD). Nach Gründung der PGD gehörte er der Bundesleitung dieser Organisation und der „Ärztegemeinschaft des PGD“ an. Er war in der Gesellschaft für Sexualreform aktiv und betrieb in diesem Rahmen die Abschaffung des § 218.
Er arbeitete in der »Roten Hilfe Deutschlands« mit. 1927 war er zusammen mit Käthe Kollwitz, Clara Zetkin und Albert Einstein Mitglied des erweiterten Zentralkomitees der Roten Hilfe. Bis zu seinem KPD-Ausschluss 1928 war er Arzt der sowjetischen Botschaft. Danach schloss er sich der KPD-O an. Er gehörte dem Reichsvorstand des »Vereins sozialistischer Ärzte« an.
In der Nacht nach dem Reichstagsbrand Ende Februar 1933 wurde er festgenommen und nach einer Woche schwerkrank in das Stadtkrankenhaus gebracht, aus dem er schließlich entlassen wurde. Gezeichnet durch zwei Operationen konnte er Ende 1933 aus Deutschland mit seiner Lebensgefährtin nach Frankreich fliehen. In Nizza richtete er sich eine kleine Privatpraxis ein und konnte sich wieder gesundheitspolitischen Fragen widmen sowie alte Kontakte reaktivieren. Schwer krank starb er am 16. September 1935 an einer Urämie.

## Werke (Auswahl)

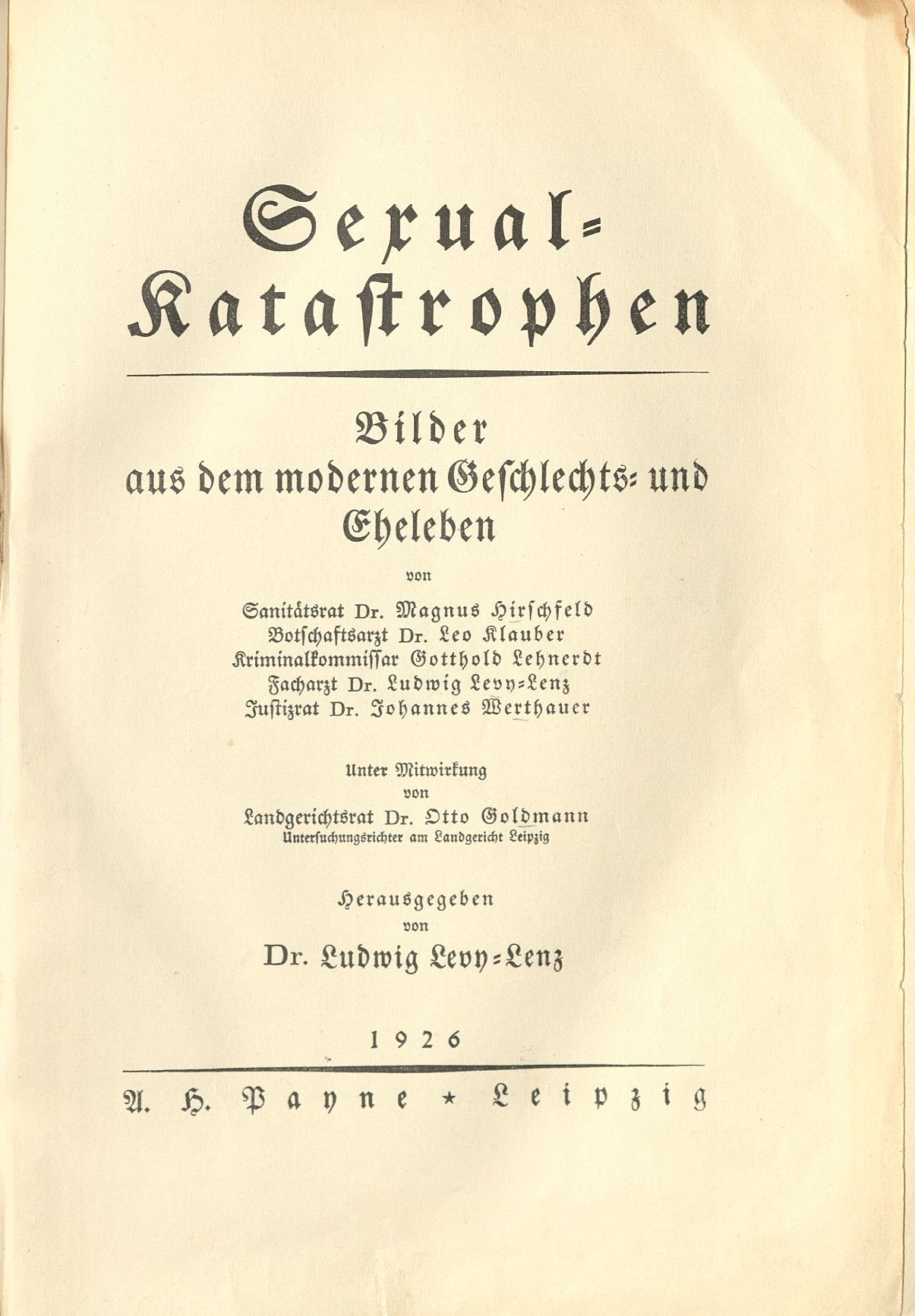
Mitautor (1926)

Zeitschriftenbeiträge in: Der sozialistische Arzt
- Die Not der jungen Ärzte. Band II (1927), 4 (März), S. 7–11 (Digitalisat)
- Sozialistische Programmrede [für den VSÄ ] in der neuen Ärztekammer. Band III (1928), Heft 4 (April), S. 13–16 (Digitalisat)
- Die Berliner Ärztekammer und der § 218. Band V (1929), Heft 1 (März), S. 2–5 (Digitalisat)
- Das Säuglingssterben in Lübeck. Band VI (1930), Heft 3 (Juli), S. 113–115 (Digitalisat)
- Aus der Berliner Ärztekammer. Band VII (1931), Heft 5–6 (Mai–Juni), S. 155–157 (Digitalisat)
- Ärztewahlen in Berlin. Band VIII (1932), Heft 1 (Januar), S. 26 (Digitalisat)

Buchbeiträge:
- Die Abtreibung in: Sexual-Katastrophen. Bilder aus dem modernen Geschlechts- und Eheleben, hrsg. v. Ludwig Levy-Lenz, Leipzig 1929, S. 107–170